# Escudo de la República Socialista Soviética de Kirguistán
El emblema estatal de la República Socialista Soviética de Kirguistán fue adoptado el 23 de marzo de 1937 por el gobierno de la República Socialista Soviética de Kirguistán. Está basado en el emblema nacional de la URSS.

## Descripción
El emblema está compuesto por la cordillera de Tian Shan que tiene detrás de ella, un sol naciente, que representa el futuro del pueblo kirguís, y debajo de estos, la hoz y el martillo que se encuentran dentro de un marco circular basado en un diseño de arte popular kirguís. Todo esto se encuentra  abrazado por un haz de trigo a la derecha y uno de algodón a la izquierda (que representan la agricultura) rodeados por una cinta roja que lleva el lema de la Unión Soviética, «¡Proletarios de todos los países, uníos!», escrito en ruso (Пролетарии всех стран, соединяйтесь!, romanizado: Stran Proletarii vsekh, soyedinyaytes!), y en kirguís (Бардык өлкөлөрдүн пролетарлары, бириккиле!, romanizado: Bardıq ölkölördün proletarları, birikkile!). Debajo, se encuentran las iniciales <<RSSK>> en ruso y en kirguís, mientras que la estrella roja (simbolizando el "socialismo en los cinco continentes") se encuentra en la parte superior del emblema.

## Historia
El 14 de agosto de 1936, se anunció un concurso para crear las armas de la futura República Socialista Soviética de Kirguistán. En las condiciones del concurso se estableció que el escudo de armas debe coincidir en forma con el escudo de armas de la URSS, tener la imagen de una estrella de cinco puntas, hoz y martillo, el lema "¡Trabajadores de todos los países, uníos!" y el nombre de la república. Las principales características geográficas y económicas de la república debían reflejarse en el escudo de armas: se sugirió que la posición geográfica se representara con imágenes de montañas con picos nevados en los rayos del sol naciente, y económica, con símbolos de la cría de animales , cultivo de cereales y cultivo de algodón. Se propuso que la corona del escudo de armas estuviera hecha de espigas de trigo y ramas de algodón con capullos. El 8 de septiembre de 1936, el jurado del concurso resumió sus resultados, con 23 autores presentaron 36 proyectos. El primer premio, con 3.000 rublos, fue obtenido por el profesor asociado del Instituto Poligráfico de Moscú Oksana Trofimovna Pavlenko (1895-1991). Aunque su escudo de armas no se utilizó de inmediato, su diseño se convirtió en la base de la versión oficial del escudo de armas. El cambio de su diseño fue quitar el tridente en la parte superior del sketcha y agregar la cabeza del carnero y el caballo al dibujo. El premio a la ejecución artística de proyectos estuvo marcado por el Decano de la Facultad de Pintura del Instituto Artístico y Técnico de la Unión (VKHUTEIN), Artista de Honor de la RSFSR, Húngaro-Internacionalista Béla Uitz , pero debido a la complejidad del composición, sus proyectos no podían utilizarse como emblema estatal. Los premios también fueron otorgados a Vasiliev, Kolokolnikov, Podkhapov (la cabeza de un toro está representada en el proyecto en la parte inferior del escudo de armas) y Ryndin, así como a Laszlo Meszaros.
Según la nueva Constitución de la URSS, aprobada el 5 de diciembre de 1936 por el VIII Congreso Extraordinario de los Soviets de la URSS, la ASSR kirguís fue retirada de la RSFSR y transformada en la Unión República Socialista Kirguisa, cuya Constitución fue adoptada el 23 de marzo de 1937 V Congreso Extraordinario de los Soviets de toda Kirguistán. El nombre de la república en el idioma kirguís: "Q ь rq ü z SSR" (SSR kirguís), el lema: "BYTKYL DYJN Ө PROLETARLAR, BIRIKKILE!" (¡Trabajadores del mundo entero, uníos!).
El motivo del adorno, en forma de brotes de plantas con hojas, se encuentra especialmente a menudo en aplicaciones en koshmas. El borde blanco del tallo ornamental en el encaje imita la técnica del bordado kirguís. Dentro del arco hay picos lila, iluminados por el sol de las cadenas montañosas de Ala-Too. El escudo de armas encarna el deseo de progreso de la república.
En 1937, en relación con la preparación de la publicación de la colección "La Constitución de la URSS y las Constituciones de las Repúblicas de la Unión", se creó una comisión especial bajo el Presidium del Consejo Supremo de la URSS, cuyos miembros debían verificar y aclarar las inscripciones y su traducción en los brazos de las repúblicas de la Unión. Según la comisión, el lema "¡Proletarios de todos los países, uníos!" en los brazos de la República Socialista Soviética de Kirguistán, Turkmenistán, Tayikistán y Kazajistán se tradujo a los idiomas del título de manera inexacta y literalmente se leía: "¡Trabajadores del mundo entero, uníos!". Según el Decreto del Presidium del Consejo Supremo de la URSS del 11 de julio de 1939 sobre la traducción de los alfabetos de varias repúblicas autónomas y de la Unión del latín al ruso, en 1940 el idioma kirguís pasó de la escritura latina a la cirílica. . Esto provocó que la inscripción del escudo de armas cambiara. En 1948, mediante la Ley de la República Socialista Soviética de Kirguistán, en el artículo 115 de la Constitución de la República Socialista Soviética de Kirguistán de 1937, se modificó la descripción del emblema estatal. Se agregaron las palabras "En la parte superior del emblema hay una estrella de cinco puntas". Esto fue confirmado por el Reglamento sobre el Emblema Estatal de la República Socialista Soviética de Kirguistán, aprobado por el Decreto del Presidium del Consejo Supremo de la República Socialista Soviética de Kirguistán. 
En las nuevas reglas de ortografía del idioma kirguís en 1956, las letras abreviadas no están separadas por puntos, por lo tanto, la segunda parte del nombre de la república (la abreviatura " ССР ") comenzó a escribirse sin ellas.La imagen del emblema no cambió al mismo tiempo y fue confirmada por una nueva edición del Reglamento sobre el Emblema Estatal de la República Socialista Soviética de Kirguistán, aprobado por el Decreto del Presidium del Consejo Supremo de la República Socialista Soviética de Kirguistán
El emblema fue cambiado en 1992 al actual escudo de armas de Kirguistán. 

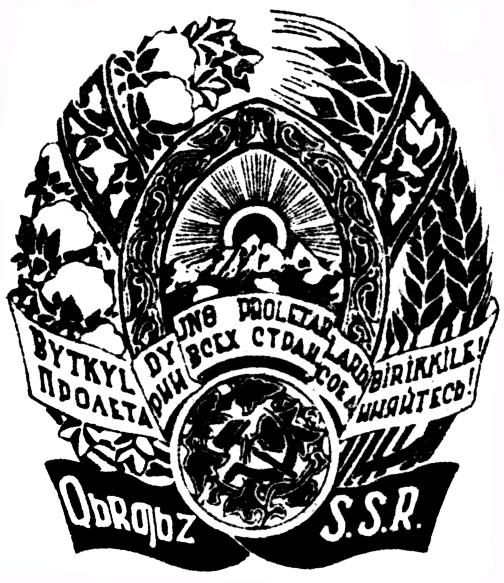
Emblema de la República Socialista Soviética de Kirguistán (1937)
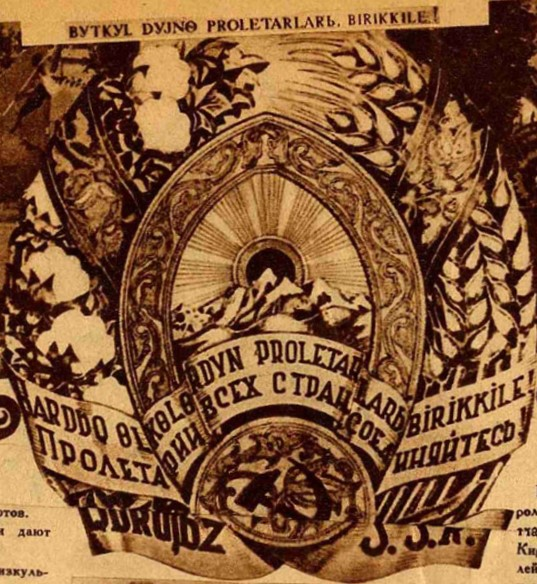
Emblema de la República Socialista Soviética de Kirguistán (1937-1940)
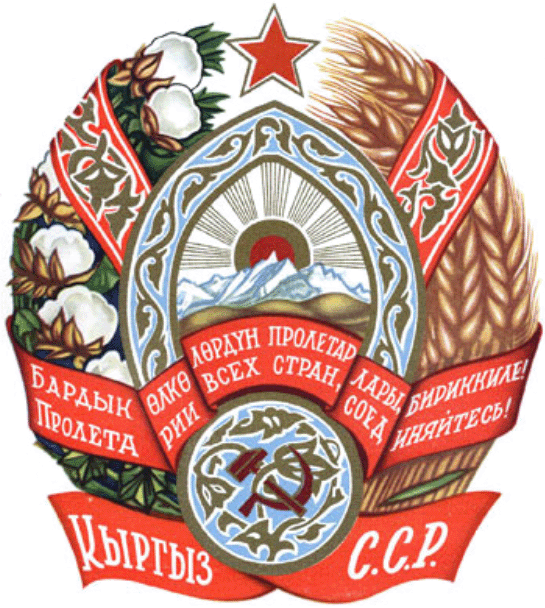
Emblema de la República Socialista Soviética de Kirguistán (1948-1956)
Emblema de la República Socialista Soviética de Kirguistán (1956-1991)